# Macrolepiota excoriata
Macrolepiota excoriata là một loài nấm trong họ Lepiotaceae.
Nấm cao 5 đến 15 cm (2,0 đến 5,9 in). Màu sắc từ trắng đến màu kem. Mũ nấm có hình dạng từ lồi đến hình khiên, uốn cong hơn với một tâm lồi có đường kính 6 đến 10 cm đường kính, có một trung tâm màu hơi nâu, và vảy màu vàng đỏ đến nâu nhạt. Các lá tia có màu trắng đến màu kem. Cuống mịn. hình trụ, có một chân hình củ hành, và vòng xuyến. Vòng xuyến có màu trắng đến màu trắng. Cùi màu trắng, xơ, và không thay đổi màu sắc. Loài nấm này hoại sinh. Loài nấm này được liệt kê như là một loài bị tổn thương. Các mối đe dọa đối với loài này là trồng quá mức cỏ không cắt và không cho súc vật ăn bớt. Loài nấm này tương tự với Macrolepiota procera, dù loài sau lớn hơn.
Cùi nấm màu trắng, mềm và có vị dễ chịu, ăn tốt nhất khi còn non Cùi nấm có vị như quả phỉ. Mùi của loại nấm này nhẹ. Loài nấm này giống nhiều loài độc do đó khó khăn khi thu hái. Trang mạng Memento des champignons khuyên không thu hát các cây nấm ven đường Mùa thu hát loại nấm này từ giữa mùa hè đến cuối thu.
Loài nấm này có thể tìm thấy ở Bắc Mỹ và châu Âu và có thể tìm thấy trên mặt đất, trên cánh đồng, trong cỏ và hai bên vệ đường. Loài nấm này phổ biến ở Guernsey, mặc dù phần lớn sách cho rằng nó là loài hiếm ở Guernsey.